# Cine de Alemania

Imagen ilustrativa de una claqueta con la bandera de Alemania

El cine de Alemania se refiere a la industria cinematográfica basada en Alemania y se puede remontar hacia el siglo XIX. El cine alemán ha hecho grandes aportaciones técnicas y artísticas al cine durante el periodo de 1918-1933.
Alemania fue testigo de grandes cambios de su identidad durante los siglos XX y XXI. Esos cambios determinaron la periodización del cine nacional en una sucesión de distintas épocas y movimientos.

## 1895-1918: Imperio alemán
La historia del cine alemán se remonta a poco antes del nacimiento oficial del medio, el estreno público de los Hermanos Lumière de su Cinematógrafo en diciembre de 1895. El 1 de noviembre, Max Skladanowsky y su hermano Emil presentaron su propio invento de proyector cinematográfico, el Bioscope, en el music hall Wintergarten, en Berlín. La primera proyección pública consistió en ocho pequeñas películas que sumaban unos quince minutos. Poco después Max Skladanowsky asistió al estreno de los Lumière y pudo comprobar que el Cinematógrafo era técnicamente superior a su Bioscop, que siguió mejorando. Para realizar sus películas construyeron su propia cámara hacia mediados de 1894.
Otros pioneros alemanes fueron Oskar Messter y Max Gliewe, quienes en 1896 usaron, por primera vez y de manera independiente la Cruz de Malta (que permite que la película avance intermitentemente) en un proyector, y el creador de cine Guido Seeber.
En los días siguientes, la cinematografía fue vista por público de la clase alta; sin embargo, la novedad de imágenes en movimiento no duró lo que se esperaba. Pronto, comenzaron a mostrarse cortometrajes triviales a la clase media y a la clase trabajadora en atracciones de feria. Las cabinas en las que se exhibían estos cortometrajes se conocían, en Alemania, un poco despectivamente como Kintopps. Algunos productores de cine con ciertas habilidades artísticas intentaron hacer que el cine incluyera películas basadas en modelos literarios, y la primera película alemana artística empezó a ser producida alrededor de 1910. Un ejemplo fue la adaptación de Edgar Allan Poe, El estudiante de Praga (1913), que fue dirigida por Paul Wegener y por Stellan Rye, con fotografía de Guido Seeber y protagonizada por los actores de la compañía de Max Reinhardt.

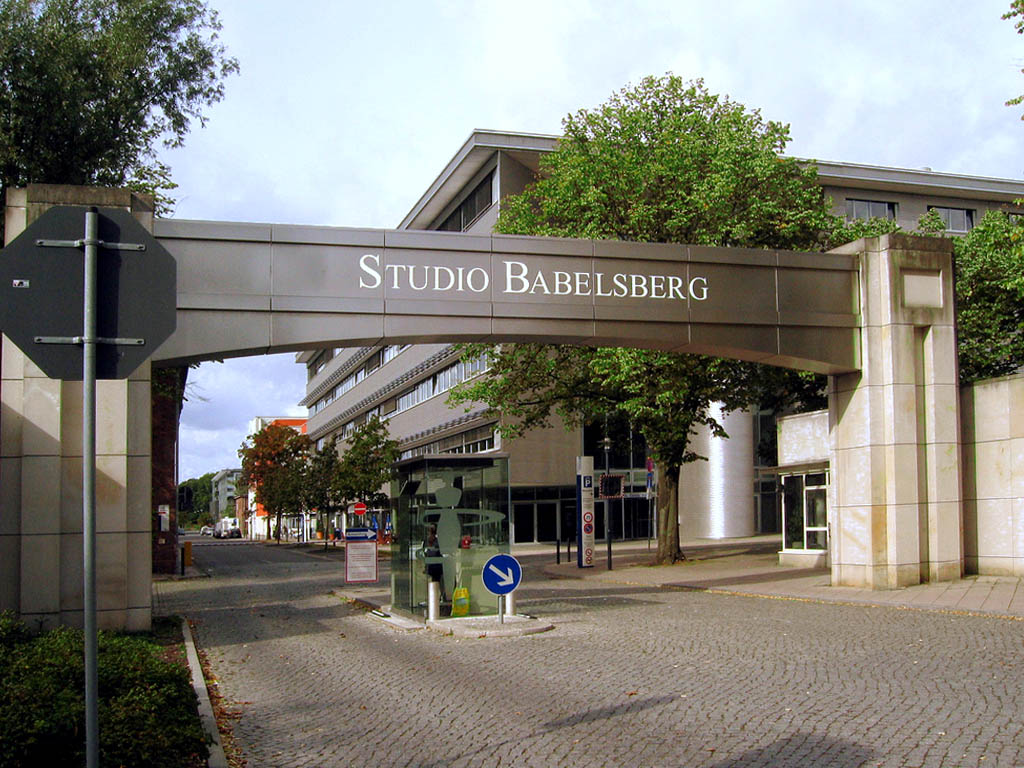
El Estudio Babelsberg, cerca de Berlín, fundado en 1912, fue el primer estudio cinematográfico a gran escala del mundo, y representó un antecesor de lo que después sería Hollywood. A la fecha, todavía genera grandes producciones comerciales anualmente.

Los primeros teóricos del cine en Alemania empezaron a escribir acerca de la importancia del Schaulust o  "placer visual" para la audiencia, incluido el movimiento Dada. En palabras del escritor Walter Serner: "Si uno mira hacia donde el cine recibe su último poder, dentro de ese extraño parpadeo, se puede ver hacia atrás en la historia de la humanidad, y de pronto se muestra en todo ello su masividad: el placer visual." Los sets y maquillajes visualmente llamativos fueron la clave del estilo para el cine expresionista, que se produjo poco después de la Primera Guerra Mundial.
Los cines por sí mismos empezaron a establecer puntos de referencia pocos años antes de la Primera Guerra Mundial. Antes de esto, los productores alemanes viajaban de feria en feria. La pronta marca de cines se situaba en cafeterías y pubs cuyos dueños decían que atraía a más clientes. El escaparate del cine era llamado un Kientopp, y fue sobre todo aquí donde las películas tuvieron su mayor audiencia antes de la Primera Guerra Mundial. El primer cine autónomo, dedicado al cine en Alemania, se abrió en Mannheim en 1906, y para 1910, había más de mil cines funcionando en Alemania. Henny Porten y Asta Nielsen (este último originario de Dinamarca) fueron las primeras grandes estrellas de cine en Alemania.
Antes de 1914, llegaron a Alemania muchos extranjeros, de cualquier forma. En la era del cine silente, no había fronteras en el lenguaje, y el cine en Dinamarca e italiano fueron particularmente populares en Alemania. El deseo del público de ver más películas con actores en particular llevó al desarrollo, en Alemania, como en cualquier otro lugar, del fenómeno de la estrella de cine; la actriz Henny Porten fue una de las primeras estrellas del cine alemán. El público deseaba ver películas populares con una continuación alentada por la producción de series de películas, especialmente en el género de películas de misterio, que fue donde el director Fritz Lang inició su brillante carrera.
El brote de la Primera Guerra Mundial y el subsecuente boicot (por ejemplo, el cine francés) dejó una notable brecha en el mercado. Para 1916, ya existían cerca de dos mil lugares fijos para las películas, y las películas por primera vez fueron suplementadas o incluso remplazadas por la variedad en turno. En 1917, el proceso de concentración y la nacionalización parcial de la industria cinematográfica alemana con el fondo del Universum Film AG (UFA), que era una reacción muy efectiva usada para atacar a los Aliados y había servido como medio para hacer propaganda política. Bajo los auspicios de los militares, llamados las películas Vaterland fueron producidas, que igualaba a las películas de los Aliados a manera de propaganda y generar un menosprecio por el enemigo. Sin embargo, a la audiencia no le importaba escuchar sobre el patriotismo si no venía acompañado de entretenimiento, consecuentemente, UFA también lo promovía. La industria cinematográfica alemana pronto se convirtió en la más grande de Europa.

## 1918-1933: República de Weimar

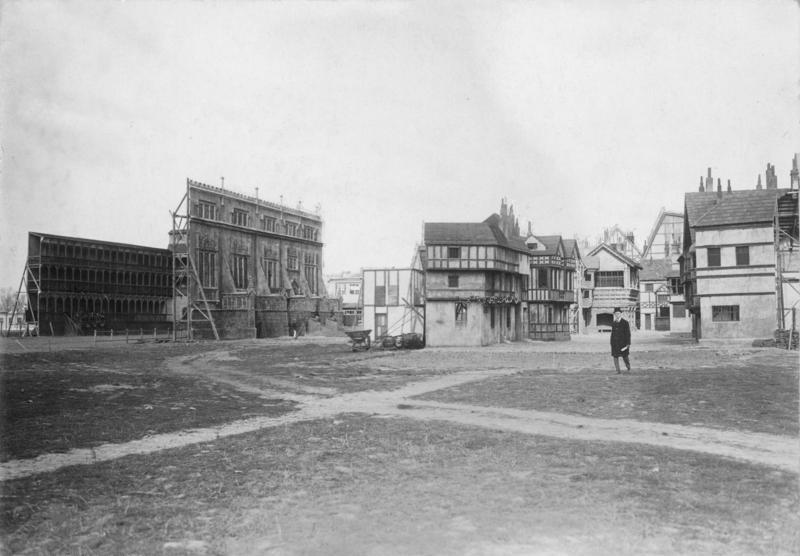
Los Estudios UFA, en Berlin-Tempelhof, 1920

Tres inventores surgieron con el sistema Tri-Ergon de sonido en película en 1918. Desde 1922 hasta 1926, trataron de introducir el proceso de la producción fílmica, y la UFA  mostró interés, pero, posiblemente debido a las dificultades financieras, nunca hizo una película con sonido. Inmediatamente después de la Primera Guerra Mundial, la industria cinematográfica tuvo un gran auge, ayudado en la década de inflación alemana de 1920. Esto permitió a los productores alemanes pedir dinero prestado a Papiermark que estaba vastamente devaluado para el tiempo en el que pagarían su deuda. Sin embargo, el presupuesto del cine era reducido y la necesidad de guardar dinero era un factor contribuyente para el ascenso del expresionismo alemán, ya que existía el deseo de avanzar y adoptar un futuro que limpiara Europa al mismo tiempo. Películas expresionistas estaban basadas en gran medida en el simbolismo y en imágenes artísticas en lugar del rígido realismo para contar sus historias. Dado el ambiente sombrío generado después de la Primera Guerra Mundial en Alemania, no era de esperarse que estas películas se basaran principalmente en temas de crimen y de horror. La película que dio crédito al brillante expresionismo es la de Robert Wiene, El gabinete del doctor Caligari (1920). Se pintó una imagen en la pantalla del cine con ningún set real construido pero exagerado geométricamente, imágenes pintadas con pisos y paredes que representaban objetos y utilizando a veces luz y sombras, y una historia que incluía oscuras alucinaciones de un hombre demente. Un estilo que incluía un acto exagerado y un vestuario inusual eran otras de las características de este movimiento. Otras obras notables del expresionismo fueron Nosferatu, el vampiro (1922), de Friedrich Wilhelm Murnau, y El Golem (1920), de Carl Boese. El movimiento expresionista murió a mediados de la década de 1920, pero continuó influyendo tiempo después sobre el mundo del cine. Su influencia se puede apreciar particularmente en las películas de horror y en las de estilo film noir, y en el trabajo de diferentes directores europeos, tales como Jean Cocteau e Ingmar Bergman.

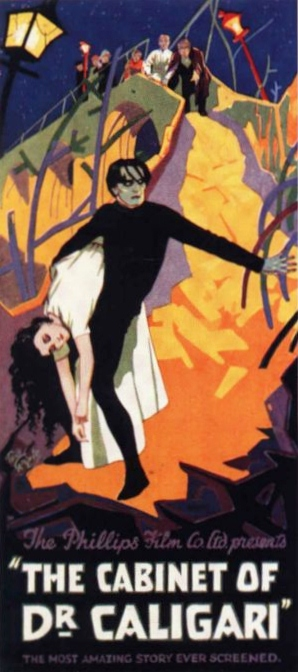
El gabinete del doctor Caligari (1920), dirigida por Robert Wiene

UFA se privatizó en 1921, por una venta que el Estado le hizo a Deutsche Bank, y se convirtió en el pilar de la industria que produjo cerca de 600 películas en los años 20. Además de la UFA, existían en la época otras 230 compañías cinematográficas en Berlín. De cualquier forma, la industria cinematográfica era un negocio frágil debido a la economía inestable de la República de Weimar, y esto, junto con la tendencia de la industria de demandar mucho económicamente (como la producción de Fritz Lang sobre Metropolis (1927), quizá la película alemana más famosa de este periodo, generó con frecuencia la bancarrota o la ruina financiera de las producciones cinematográficas. UFA estaba forzado a aliarse (aunque desventajosamente) con los estudios estadounidenses Paramount y MGM en una asociación llamada Parufamet en 1925, antes de ser tomado por encima del nacionalista industrial y dueño del periódico Alfred Hugenberg en 1927. Las compañías financieras no hicieron lo posible por producir una cantidad significativa de películas durante este periodo, y junto a ello, la película de Ernst Lubitsch Madame Du Barry (1919), la producción épica de Lang llamada Los nibelungos, y de Murnau El último timo (1925), junto con el desarrollo de los estudios en Babelsberg, originalmente fundados en 1912 pero después tomados por la UFA y expandidos masivamente para acomodar el rodaje de Metropolis, le dio a la industria cinematográfica alemana un alto desarrollo en su infraestructura. Babelsberg fue el centro de cine alemán durante muchos años: "En Alemania, era el equivalente a Hollywood."
Además del desarrollo que generó la industria por sí misma, el periodo en Weimar vio nacer la crítica de cine como una disciplina seria cuyos practicantes incluían a Rudolf Arnheim, en Die Weltbühne y en Film als Kunst (1932); a Béla Balázs, en Der Sichtbare Mensch (1924); a Siegfried Kracauer, en el Frankfurter Zeitung, y a Lotte H. Eisner, en el Filmkurier.
Después de que la influencia del expresionismo empezara a menguar en una variedad de géneros y estilos desarrollados durante la década de 1920, las películas se vieron influidas por la nueva objetividad con temas socialmente preocupantes y regresando al realismo, junto con ello películas de Georg Wilhelm Pabst Bajo la máscara del placer (1925), La caja de Pandora (1929),  Loves of Jeanne Ney empezaron a expandirse durante la década de 20s. El movimiento es principalmente caracterizado por la tendencia de entender la realidad y a los personajes en términos de objetos inanimados y posesiones personales. Frecuentemente asociado con "películas callejeras". La influencia de la Nueva Objetividad también se pudo ver en la tendencia de las películas llamadas "asfalto" y "moral" que trataban temas escandalosos como el aborto, la prostitución, la homosexualidad, el sexo oral y las adicciones. En contraste, en el mismo periodo del género de Bergfilm también se estaba desarrollando, principalmente por el director Arnold Fanck, en el que los individuos eran mostrados batallando contra la naturaleza en las montañas. Animadores y directores de películas experimentales como Lotte Reiniger, Oskar Fischinger y Walter Ruttmann fueron también muy activos en Alemania en la década de 1920. El documental experimental de Ruttman Berlin: Die Sinfonie der Großstadt (1927) personifica la energía de Berlín en los años 20s. La política polarizada del periodo Weimar se vio también reflejado en algunas de sus películas. Una serie de películas patrióticas sobre la historia de Prusia protagonizada por Otto Gebühr como Frederick the Great fueron producidas durante los años 20s y fueron muy populares en el ala derecha nacionalista que criticaba fuertemente las películas de "asfalto".

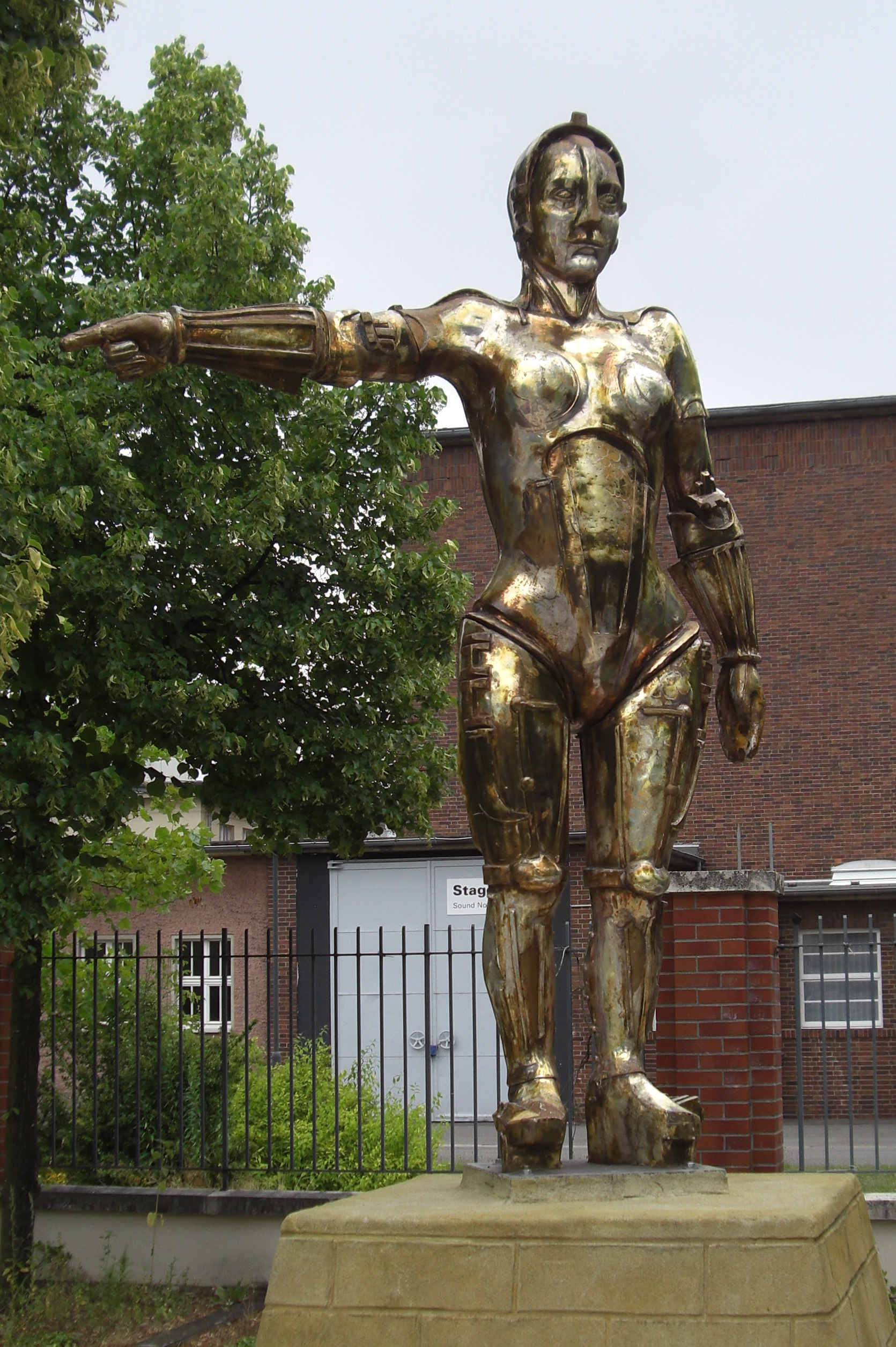
Metropolis, de Fritz Lang, fue el primer largometraje de ciencia ficción de la historia. Fue producido en el estudio de cine de Babelsberg, Alemania

Muchas de las películas que surgieron durante este periodo en Alemania fueron espectáculos históricos diseñados para atraer a una multitud y un lanzamiento internacional a pesar de tener un presupuesto corto. Ernst Lubitsch Mconadame DuBarry explora la revolución francesa a través de una ventana sobre la vida íntima de la amante del rey Louis. Varias de sus películas trataban sobre cómo la intimidad y pequeñas pasiones de la gente rica y poderosa eran irónicamente responsables de enormes eventos históricos en el ámbito público.
La cuarta llave del movimiento artístico en cine alemán para este periodo fue el Kammerspiel o "la cámara del drama." Asociada en particular con el guionista Carl Meyer y películas como la de Murnau en Last Laugh, este movimiento fue en muchas manera una reacción en contra del espectáculo y el expresionismo. Estas películas tendían a girar en torno a la vida de las personas ordinarias generalmente triste, con ajustes ordinarios. Normalmente llamadas películas "instinto" porque enfatizaban los impulsos y la intimidad psicológica de sus personajes. El número de sets también buscaba mantenerse pequeño. Este movimiento también estaba basado en gran medida en el uso de una cámara en movimiento para explorar la intimidad y los espacios simples.
La llegada del sonido al final de la década de los 20s produjo un final floreciente artístico para el cine alemán antes de que colapsara la república de Weimar en 1933. La producción y distribución del sonido fue rápidamente tomado por la industria cinematográfica alemana y para 1932 Alemania tenía 3800 cines equipados para reproducir películas con sonido. Der blaue Engel (1930) por el director austriaco Josef von Sternberg fue la primera película alemana sonora (disparado simultáneamente en alemán y en inglés) e hizo una estrella internacional Marlene Dietrich. Otras de las primeras películas con sonido fueron Berlin Alexanderplatz, la adaptación de Pabst de Bertolt Brecht The Threepenny Opera y M (1931) de Lang, al igual que Razzia in Sankt Pauli dirigida por Hochbaum y producida por Justin Rosenfeld (1932). Brecht también fue uno de los creadores de la película explícitamente comunista Kuhle Wampe (1932), que fue prohibida justo después de su estreno. Además de los grandes movimientos ya dirigidos, en este punto los directores alemanes eran conocidos por el uso creativo de su puesta en escena y sus movimientos de cámara.

## 1933-1945: Alemania nazi
La incierta situación económica y política que Weimar había ocasionado que un gran número de cineastas y actores dejaran el país, principalmente a los Estados Unidos; Ernst Lubitsch se fue a  Hollywood a inicios de 1923, el húngaro Michael Curtiz en 1926. Aproximadamente 1500 directores, productores, actores y otros profesionales del cine emigraron años después de que los Nazis tomaran el poder. Junto con ellos se fueron muchas figuras claves como el productor Erich Pommer, el jefe de estudio de la UFA, las estrellas Marlene Dietrich y Peter Lorre, y el director Fritz Lang. La huida de Lang a América es legendaria; se dice que Metropolis  impresionó tan gratamente a Joseph Goebbels que le pidió a Lang volverse jefe de la propaganda de su película. En lugar de ello Lang huyó a América, donde tuvo una larga y próspera carrera. Muchos directores alemanes capaces y con un futuro prometedor también huyeron a Estados Unidos, teniendo al final una mayor influencia americana como resultado. Un número de las películas de  Universal Horror de los años 30 fueron dirigidas por alemanes emigrados, incluyendo a Karl Freund, Joe May y Robert Siodmak. Directores Edgar Ulmer y Douglas Sirk y el guionista austriaco (y después director) Billy Wilder también emigró de la Alemania Nazi al éxito en Hollywood. No todos ellos que trabajaban en la industria cinematográfica fueron capaces de escapar al régimen Nazi; el actor y director Kurt Gerron, por ejemplo, fue retenido en un campo de concentración.

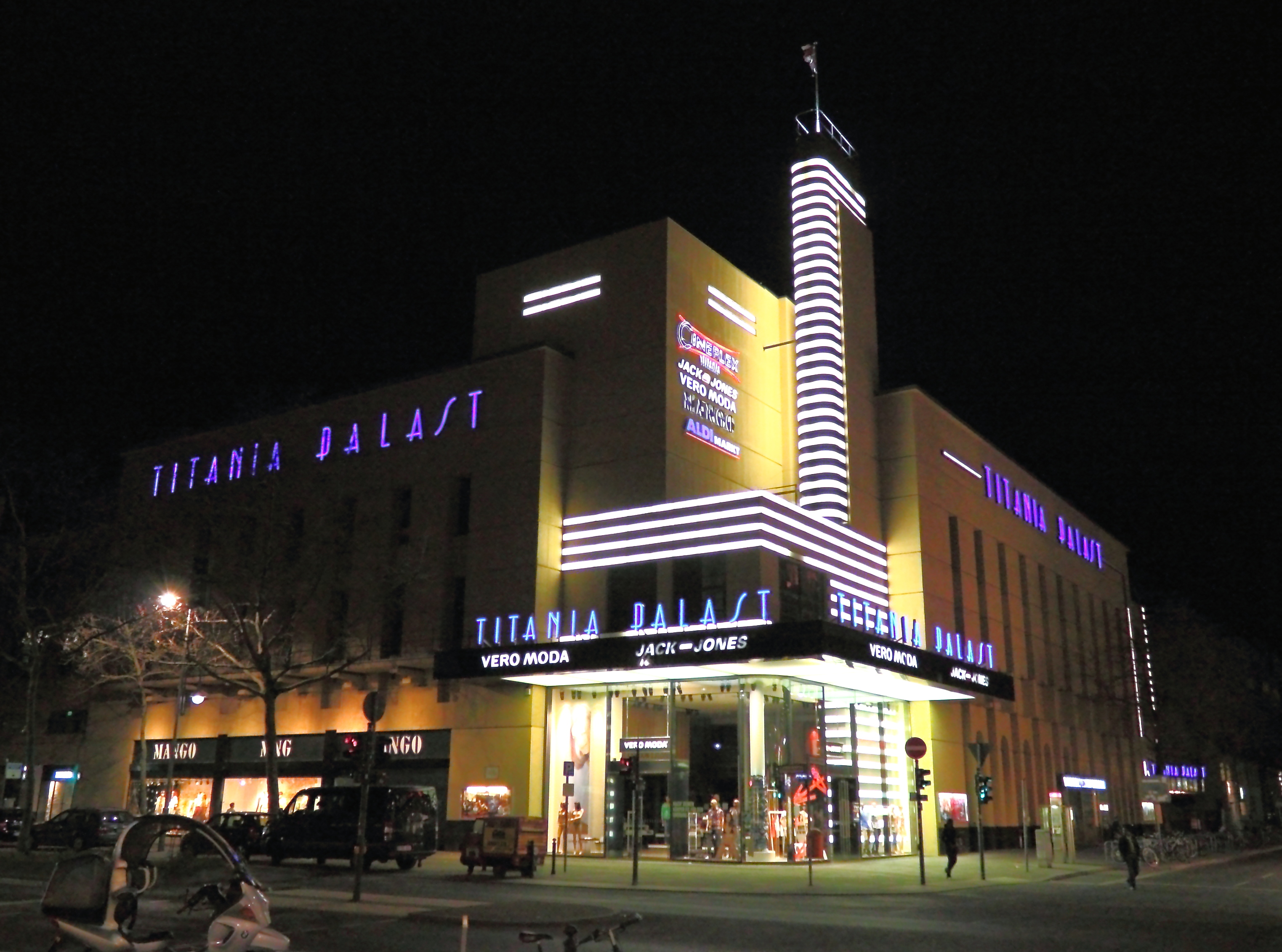
El Titania-Palast en Berlin-Steglitz, un cine con estilo art déco inaugurado en 1928

Dentro de las semanas de Machtergreifung, Alfred Hugenberg se había entregado efectivamente a la UFA para los fines de los nazis, excluyendo judíos de los empleos de la compañía en marzo de 1933, algunos meses antes de la fundación en junio Reichsfilmkammer (Cámara de Cine Reich), el cuerpo del estado nazi había tomado el control de la industria cinematográfica, que marcaba la exclusión oficial de los judíos y extranjeros de la industria cinematográfica alemana. Como parte del proceso de Gleichschaltung todas las producciones alemanas eran subordinadas por el Reichsfilmkammer, que era directamente responsable del ministerio propaganda de Goebbel, y todos los empleados de la industria tenían que ser miembros del Reichsfachschaft Film. "No arios" profesionales del cine y aquellos quienes su política o vida personal no era aceptable para los nazis eran excluidos del Reichsfachschaft y a estos mismos se les negaba el empleo en la industria. Alrededor de 3000 individuos fueron afectados por esta prohibición de empleo. Además, como periodistas también estaba organizada una división de ministerio de propaganda, Goebbels tenía permitido abolir la crítica de cine en 1936 y remplazarla con un Filmbeobachtung (observación de cine); los periodistas no podían reportar una película, no podían hacer un juicio artístico o de cualquier otra índole.
Con la industria cinematográfica alemana ahora completamente del lado del estado totalitario, ninguna película podía hacerse si no era aparentemente acorde con las ideas del régimen del momento. De cualquier forma, a pesar de la existencia de la propaganda antisemita como el The Eternal Jew (1940) —que era una taquilla fracasada— y el más sofisticado pero igual antisemita Jud Süß (1940), que alcanzó un gran éxito comercial en Alemania y en otras partes de Europa, la mayoría de las películas alemanas por el periodo socialista nacional estaba destinado a ser obras de entretenimiento. La importación de películas extranjeras estaba legalmente prohibido después de 1936 y la industria alemana, que fue efectivamente nacionalizada en 1937, tuvo que compensar todas las películas extranjeras que no se veían (sobre todo las producciones americanas). El entretenimiento se volvió cada vez más importante durante los años de la Segunda Guerra Mundial cuando el cine proveía una distracción cuando los Aliados bombardeaban y los alemanes sufrían derrotas. Tanto en 1943 como en 1944 la admisión al cine en Alemania excedía los millones, y la mayor película taquillera en los años de guerra fue Die große Liebe (1942) y Wunschkonzert (1941). Ambas combinaban elementos musicales, tiempos de guerra, romance y propaganda patriótica Frauen sind doch bessere Diplomaten (1941), un cómic musical que fue una de las primeras películas alemanas a color, y Vienna Blood (1942), la adaptación de Johann Strauß cómic operetta. La importancia del cine como herramienta del estado, tanto su propaganda como su valor y su habilidad para mantener a la población entretenida, se puede ver en la historia de filmación de Kolberg (1945) de Veit Harlan. La película más cara de la época nazi, por las tomas en las que diez mil soldados fueron desviados de sus posiciones para actuar como extras.
A pesar de la  de muchos cineastas y de las restricciones políticas, el periodo no careció de innovaciones estéticas y técnicas, la introducción de la producción de cine Agfacolor es un notable ejemplo de ello. Los logros estéticos y técnicos pueden también especificarse después de que el régimen nazi acabara, más espectacularmente en el trabajo de Leni Riefenstahl. De Riefenstahl la película Triumph of the Will (1935), documentando el 1934 Nuremberg Rally, y Olympia (1938), documentando el 1936 Summer Olympics, técnicas pioneras del movimiento de cámara y métodos de edición influenciaron muchas películas después. Ambas películas y particularmente Triumph of the Will, siguen siendo altamente controversiales, por su mérito estético que a su vez es inseparable de la propaganda con ideales nazis.

## 1945-1989: Alemania Oriental
El cine de Alemania del Este se benefició inicialmente de la infraestructura fílmica que existía en el país, notablemente por el antiguo estudio UFA, yacía en la zona de la ocupación soviética en el que permitía a las productoras sacar sus trabajos más rápido que el lado oeste. Las autoridades en la zona soviética estaban entusiastas de re-establecer la industria cinematográfica en su sector y una orden era reabrir los cines en Berlín en mayo de 1945 con tres semanas de la capitulación alemana. La compañía productora Deutsche Film-Aktiengesellschaft o DEFA fue fundada el 17 de mayo de 1946, y tomó el control de las instalaciones de producción de la zona soviética que había sido confiscada por orden de la Administración Militar Soviética en Alemania en octubre de 1945. Teóricamente una sociedad anónima de mayor interés en la DEFA estaba retenida por el Partido Socialista Unificado de Alemania (SED) que vino del partido al mando de la República Democrática Alemana (GDR) después de 1949, formalmente poniendo a la DEFA como un monopolio del estado para las producciones cinematográficas en el este de Alemania. Una compañía "hermana" Progress Filmverleih, también fue establecida de un modo similar como monopolio para la distribución doméstica de películas, su principal competidor era Sovexportfilm, que manejaba la distribución de películas soviéticas. 
En total la DEFA produjo alrededor de 900 películas durante su existencia al igual que 800 películas animadas y más de 3000 documentales y cortometrajes. En los primeros años, la producción se limitaba debido a los estrictos controles impuestos por las autoridades que restringían los temas de las películas a temas que contribuyeran directamente al proyecto de un estado comunista. Excluyendo noticieros y películas educativas, sólo 50 películas se produjeron entre 1949 y 1953. De cualquier forma, en los años siguientes se había producido una variedad de temas. La DEFA tenía una particular fortaleza en las películas para niños, principalmente las adaptaciones de los cuentos de hadas como Drei Haselnüsse für Aschenbrödel (Tres nueces para Cenicienta) (1973), pero también atendía otro tipo de géneros: ciencia ficción, por ejemplo, Der schweigende Stern (La estrella silenciosa) (1960), una adaptación de Stanislaw Lem de su novela, o "western rojos " como The Sons of the Great Mother Bear (1966) en la que, en contraste con el típico oeste americano, los héroes tienden a ser nativos americanos. Muchos de estos géneros fuero co-producidos con otros países con el Pacto de Varsovia.
Notables películas de no género producidas por la DEFA incluyen la adaptación de Wolfgang Staudte de Heinrich MannDsobreer Untertan (1951); Kode nrad Wolf'srsobre geteilte Himmel (DiviCielo dividido964), una adaptación de la novela de Christa Wolf; la adaptación de Frank BeyerJdeurek Becker's conJacob the Liar (1975), la única película del este nominada al Oscar;The Legend Of Paul And Paula (1973), dirigida por Heiner Carow fr la novela de Ulrich Plenzdorf; y Solo Sunny (1980), otro trabajo de Konrad Wolf.
De cualquier forma, la creación de películas en la GDR siempre fue hermético y orientado a la situación política en la que el país se encontraba. Ernst Thälmann, un líder comunista en el periodo de Weimar, fue el objeto de muchas películas hagiográficas en la década de 1950 (Ernst Thälmann, 1954), y a pesar de que el cine de Alemania del este se alejó de esto abiertamente, el Stanlinismo se acercó durante los años 60s, los cinematógrafos aun eran objeto de cambio de posiciones políticas y de los caprichos del líder de la SED. Por ejemplo, La pizarra de la DEFA estaba llena de películas contemporáneas de 1966 pero su distribución fue prohibida, junto con ellos Frank Beyer con Traces of Stones (1966) que fue sacado de la distribución después de tres días, no porque fuera antipático ante los principios comunistas, sino que exponía los mismos, los cuales adoptaba pero no siempre ponía en práctica la Alemania del este. Un gran éxito taquillero fue The Legend of Paul and Paula que inicialmente fue amenazado con la prohibición de su distribución por sus elementos satíricos y supuestamente los únicos con la facultad de hacer tales expresiones era el secretario general del partido Erich Honecker.
A finales de la década de 1970s numerosos cinematógrafos dejaron la GDR por irse al oeste como resultado de las restricciones de su trabajo, junto con ellos estaba el director, Egon Günther y los actores Angelica Domröse, Eva-Maria Hagen, Katharina Thalbach, Hilmar Thate, Manfred Krug y Armin Mueller-Stahl.  Muchos habían firmado peticiones en 1976 en oposición con la expatriación de la crítica social del canta-autor Wolf Biermann y habían tenido al restricción en si trabajo como resultado.
En los últimos años de la GDR, la disponibilidad de la televisión y la programación y las películas transmitidas en televisión alanzando la GDR unas ondas incontrolables, las producciones de la DEFA se redujeron considerablemente, aunque continuo su rol produciendo shows para la Alemania del este en el canal de televisión que aun quedaba. Siguiendo el Wende, DEFA había cesado a la producción, y sus estudios y el equipo fue vendido a Treuhand en 1992, pero sus derechos de propiedad intelectual fueron dados a la caridad DEFA-Stiftung (la fundación de la DEFA) quien aprovechó estos derechos en conjunto con una serie de compañías privadas, especializadas en privatizar rápidamente el progreso cinematográfico, que emitió diversas películas de Alemania del este con subtítulos en inglés desde mediados de la década 1990.

## 1945-1989: Alemania Occidental

### 1945-1960: reconstrucción
La ocupación y la reconstrucción de Alemania por los cuatro poderes en el periodo inmediato después de la Segunda Guerra Mundial trajo una mayor y más duradera condiciones económicas bajo las cuales la industria alemana ya había operado anteriormente. Las explotaciones de la UFA fueron confiscadas por los Aliados, y como parte del proceso de descartelización, las licencias para producir películas fueron compartidas entre un rango mucho más pequeño de compañías. Además, el estatuto de la ocupación, que concedió la independencia parcial del recién creado República Federal de Alemania, específicamente prohibió la imposición de cuotas de importación para proteger las producciones cinematográficas alemanas de la competencia extranjera, como resultado de la presión ejercida por la industria americana representada por la MPAA.
En medio de la devastación de Stunde Null año de 1945 la asistencia la cine fue como era de esperarse bajando a la fracción de los tiempo de guerra, pero para el final de la década ya había alcanzado los niveles que excedían al periodo de la preguerra. Por primera vez en muchos años, la audiencia alemana tenía acceso gratis al cine alrededor del mundo, y en este periodo las películas de Charlie Chaplin seguían siendo populares, al igual que los melodramas de los Estados Unidos. Sin embargo, la participación en el mercado del cine de las películas alemanas en este periodo y en el de los años 50s permanecía relativamente largo, tomando el 40 por ciento del total en el mercado. Las películas americanas tomaron cerca del 30 por ciento del mercado a pesar de tener cerca del doble de películas en distribución con respecto a la industria alemana en el mismo periodo.
Muchas de las películas alemanas inmediatas al periodo de la post-guerra se pueden caracterizar por pertenecer al género Trümmerfilm (literalmente "película de escombros"). Estas películas mostraban una fuerte afinidad al trabajo de los neorrealistas italianos, la trilogía neorrealista de Roberto Rossellini que incluía Alemania Año Cero (1948), y está preocupado primordialmente en el día a día de la devastada Alemania y de la reacción inicial de los eventos ocurridos durante el periodo nazi (lleno de horror que era la primera experiencia de muchos documentales con material tomado de los campos de concentración liberados). Estas películas incluían a Wolfgang Staudte Dconie Mörder sind unter uns (Asesinos entre nosotros) (1946), la primera película hecha en Alemania después de la postguerra, y Wolfgang Liebeneiner Liebe 47 (Amor 47) (1949),  adaptación de Draußen vor der Tür de Wolfgang Borchert.
A pesar del advenimiento regular del servicio de la televisión en la República Federal en 1952, las asistencias al cine continuaron creciendo mediante la década de 1950, alcanzando una cumbre de 817.5 millones de visitas en 1956. La mayoría de las películas en este periodo exponía no más de entretenimiento para la audiencia y tenía pocas pretensiones para el arte o la participación activa en asuntos sociales. El género definido durante este periodo podría decirse que fue el Heimatfilm ("película de patria"), en el que cuentos moralmente simplistas del amor y la familia eran reproducidos en un set rural, frecuentemente en las montañas de Bavaria, Austria o Suiza. En sus días Heimatfilms eran de poco interés para los críticos de cine académico, pero en los años siguientes había sido objeto de estudio en relación con lo que tenía que decir con respecto a la cultura de Alemania del oeste en los años del Wirtschaftswunder. Otro género cinematográfico durante este periodo fueron las adaptaciones de las operettas, melodramas de hospital, comedias y musicales. Muchas películas fueron remakes de las primeras producciones de UFA.
El rearme y la fundación del Bundeswehr en 1955 trajo consigo una ola de películas de guerra que tendía a representar a los soldados alemanes ordinarios de la Segunda Guerra Mundial como valiente y apolítico. El historiador israelí Omer Bartov escribió que las películas alemanas de los años 50s mostraban el soldado alemán promedio como una víctima heroica: noble, rudo, valiente, honorable, y patriótico mientras peleaba duro en una guerra sin sentido por un régimen el cual no le importaba.  La trilogía de películas 08/15  de 1954–55 se preocupa por un sensible soldado alemán joven que preferiría tocar el piano que pelear, y que peleaba en el Frente Oriental sin entender por qué; de cualquier forma, sin mencionar que está hecho de aspectos de genocidio de la guerra de la Alemania del este. La última de las películas de 08/15 films termina con Alemania ocupada por una banda de soldados americanos retratados mascando goma de mascar, como idiotas e incultos, completamente inferiores a todo lo que respecta el heroico soldado alemán mostrado en las películas 08/15. La única excepción es que el oficial americano judío, que se muestra tanto muy inteligente como poco escrupuloso, en el que Bartov quiere implicar la real tragedia ocurrida durante la Segunda Guerra Mundial era que los nazis no habían logrado exterminar a todos los judíos, y que habían regresado a Alemania a explotar una vez más al pueblo alemán.
En El doctor de Stalingrado (1958) tratar con prisioneros de guerra alemanes en la Unión Soviética, los alemanes eran retratados como más civilizados, humanos e inteligentes que los soviéticos, quienes eran mostrados en mayor medida como salvajes mongoles que trataban brutalmente a los soldados alemanes. Uno de los prisioneros de guerra alemanes seduce exitosamente a una hermosa y ruda capitana del ejército rojo Alexandra Kasalniskaya (Eva Bartok), quien lo prefiere al sadista comandante de campo, en el que Bartov intenta mostrar que incluso cuando están derrotados, los alemanes era sexualmente más viriles que su contraparte rusa. En Hunde, wolt ihr ewig leben? (Perros, Quieren vivir para siempre?) en 1959, que lidia con la Batalla de Stalingrado, el enfoque está en celebrar el heroísmo del soldado alemán en batalla, que era mostrado tan valiente que podía sostenerse a pesar de las circunstancias sin mencionar todos esos soldados que pelearon por el nombre de una idea Socialista Nacional o el Holocausto. Este periodo también vio un gran número de películas que mostraban la resistencia militar de Hitler. En Des Teufels General (El diablo general) en 1954, un general de Luftwaffe llamado Harras vagamente modelado por Ernst Udet, aparece al inicio para ser un tonto cínico, pero resulta ser un antinazi que secretamente trata de sabotear la guerra alemana mediante el diseño de aviones defectuosos. Bartov comenta que en esta película, el cuerpo de oficiales alemán es mostrado como fundamentalmente nobles y civilizados hombres que resultan servir a un régimen malvado hecho por una pequeña banda de mafiosos inadaptados totalmente representativo de la sociedad alemana, en la que se exculpe tanto el cuerpo de oficiales y una extensión de la sociedad alemana. Bartov escribió que ninguna película alemana de los años 50s mostró un compromiso profundo sentido por muchos soldados alemanes al Socialismo Nacional. La forma despiadada absoluta del ejército alemán peleó la guerra y la brutalidad sin sentido nihilista del posterior Wehrmacht. Bartov escribió que a los cineastas alemanes les gustaba mostrar el lado heroico hasta el sexto soporte del Stanlingrado. Pero ninguno había llegado tan lejos que había mostrado la sexta masiva cooperación con el Einsatzgruppen en asesinando judíos soviético en 1941.
Incluso había algunas adaptaciones de películas de Edgar Wallace, las películas de crimen producidas por la compañía alemana de Rialto Film entre 1959 y 1972 son las mejores conocidas the esas, para el grado en el que ellos formaron su propio subgénero conocido como Krimis (una abreviación del término alemán "Kriminalfilm" (o "Kriminalroman"). Otra de las adaptaciones de Edgar Wallace en un estilo similar fue hecho por los alemanes Artur Brauner y Kurt Ulrich, y el productor británico Harry Alan Towers.
De la importancia internacional de la industria cinematográfica del cine de Alemania de los años 50s oeste de Alemania no podía seguir valorando al nivel de Francia, Italia o Japón. Las películas alemanas sólo eran raras veces distribuidas internacionalmente como eran percibidas provinciales. Coproducciones internacionales del estilo del que estaba surgiendo en Francia y en Italia rechazaron a las productoras alemanas (Schneider). De cualquier manera algunos cineastas alemanes lograron alcanzar un reconocimiento internacional durante este periodo, junto con ellos Bernhard Wicki (Nominado al Oscar El puente, 1959), y las actrices Hildegard Knef y Romy Schneider.

### 1960–1970 Cine en crisis
A finales de la década de 1950, el crecimiento de la asistencia al cine desde la primera década anterior al estancamiento y después fue en caía libre hasta los años 60s. Para 1969 la asistencia del cine era de 172.2 millones de visitas por año y era menos de un cuarto con respecto a 1956 que era la cumbre después de la guerra. Como consecuencia de esto, numerosas compañías de producciones y distribuciones alemanas se salieron del negocio entre los años 1950 y 1960 y los cines fuera de la República Federal cerró sus puertas; el número de pantallas en Alemania del oeste era casi la mitad entre el inicio y el final de la década.
Inicialmente la crisis fue percibida como un problema de sobreproducción. Consecuentemente, la industria cinematográfica alemana cortó su producción. 123 películas alemanas fueron producidas en 1955, sólo 65 en 1965. De cualquier forma, muchas compañías de películas alemanas siguieron las tendencias de la década de 1960 por las coproducciones internacionales con Italia y España en tales géneros como las películas de espagueti del oeste y los Euroespías con películas grabadas en naciones como Yugoslavia que destacaban actores alemanes en las audiciones.
Las raíces del problema eran más profundas con el cambio de las circunstancias económicas y sociales. El promedio de los ingresos en la República Federal aumentaron considerablemente y esto abrió actividades de ocio alternativas para competir con el cine. Para este tiempo, la televisión se desarrollaba como un medio masivo que podía competir con el cine. En 1953 había sólo 1,000,000 de sets en Alemania del oeste; para 1962 había 7 millones (Connor 1990:49) (Hoffman 1990:69).
La mayoría de las películas producidas en la República Federal en los años 60s eran obras de género: westerns, especialmente las series de películas adaptadas por Karl May y el popular género novelístico protagonizado por Pierre Brice como el Apache Winnetou y Lex Barker como su hermano de sangre blanca Old Shatterhand; thrillers y películas de horror, notables series de películas deEdgar Wallace movies de Rialto Film en las que Klaus Kinski, Heinz Drache, Karin Dor y Joachim Fuchsberger eran personajes regulares. Las tradicionales películas de Krimi expandidas en series basadas en los tiempos violentos de Alemania con heroes como Jerry Cotton interpretado por George Nader y Kommissar X interpretado por Tony Kendall and Brad Harris. El oeste de Alemania también hizo varias películas de horror como aquellas que protagoniza Christopher Lee. Los dos grandes géneros combinados en el regreso de Doctor Mabuse en series de varias películas a inicios de la década de 1960.
Al final de los años 60s las películas de sexo softcore, ambas relacionadas fuertemente con Aufklärungsfilme (películas de educación sexual) de Oswalt Kolle y también películas de explotación como Schulmädchen-Report (Schoolgirl Report) (1970) y sus sucesores fueron producidos en los años 1970. Tales películas fueron comercialmente exitosas e incluso disfrutaron frecuentemente de la distribución internacional, pero no ganó mucha aclamación de la crítica.

### 1960-1980: nuevo cine alemán
Como una reacción artística y económica de estancamiento del cine alemán, un grupo de jóvenes cineastas hicieron el Oberhausen Manifesto el 28 de febrero de 1962. Está llamado a las armas, que incluía a Alexander Kluge, Edgar Reitz, Peter Schamoni y Franz-Josef Spieker junto con sus, provocativamente declaradas "Der alte Film ist tot. Wir glauben an den neuen" ("El viejo cine ha muerto. Creemos en el nuevo cine"). Otros cineastas que venían a relucir aliados con el Oberhausen grupo, junto con ellos eran Rainer Werner Fassbinder, Volker Schlöndorff, Werner Herzog, Jean-Marie Straub, Wim Wenders, Werner Schroeter y Hans-Jürgen Syberberg en su rechazo en la existente industria cinematográfica alemana y su determinación en construir una nueva industria fundada en la excelencia artística en lugar de lo que lo comercial dictamina. Muchos de estos directores se organizaron, o parcialmente cooperaron con, la producción y distribución de la compañía Filmverlag der Autoren establecida en 1971, en el que durante los años 1970 trajo un fuerte número de críticos y fueron películas internacionalmente aclamadas. (ver abajo).
A pesar de que la fundación de Kuratorium Junger Deutscher Film (Comité de Cine Joven Alemán) en 1965, establecido bajo los auspicios de Ministerio de Interior Federal para soportar las nuevas películas alemanas financieramente, los directores de este nuevo cine alemán, que rechazaron la cooperación con la existente industria cinematográfica, fueron consecuentemente dependientes del dinero de la televisión. Jóvenes cineastas tuvieron la oportunidad de probar su ánimo en esos programas como el autónomo drama y las series de documental Das kleine Fernsehspiel (The Little TV Play) o las películas de televisión de series de crimen Tatort. De cualquier forma, las emisoras de la televisión seguían buscando los estrenos de las películas que tenían que soportar financieramente, con shows teatrales mostrando sólo lo ocurrido después. Como consecuencia, esas películas tendían a tener poco éxito en taquilla. 
Esta situación cambió después de 1974 cuando la Film-Fernseh-Abkommen (Acuerdo de Cine y Televisión) estaba acordado entre las principales emisoras de la República Federal, ARD y ZDF, y el German Federal Film Board (un cuerpo de gobierno creado en 1968 para soportar la creación de cine en Alemania). Este acuerdo, en el que se había ampliado en varias ocasiones hasta el día de hoy, provee para las compañías de televisión para hacer posible una suma anual que soporte la producción de las películas que son adecuados para la distribución de cine y presentación de televisión. (La cantidad de dinero producida por el público emitido ha variado entre 4.5 y 12.94 millones de euros por año.[cita requerida]). Bajo los términos acordados, las películas producidas usando estos fondos sólo pueden ser reproducidas en televisión 24 meses después de su lanzamiento teatral. Quizá después puedan aparecer en un video o DVD no antes de seis meses después de su lanzamiento en cine. Como resultado de los fondos proporcionados por el Film-Fernseh-Abkommen, las películas alemanas, particularmente esas donde en nuevo cine alemán, ganó una mejor oportunidad de disfrutar su éxito taquillero antes de reproducirlo en la televisión. A pesar de las dificultades de encontrar una gran audiencia doméstica, las películas de estos directores también empezaron a ganar una crítica aclamada y su audiencia extranjera empezó a crecer por la década de los 70s.
Las películas artísticamente ambiciosas y socialmente críticas del nuevo cine alemán of the New German Cinema se esforzó para delinearse a sí mismo de lo que había ocurrido antes y de los trabajos de los cineastas amateurs Kluge y Fassbinder, además Fassbinder en su uso de estrellas del la historia del cine alemán también buscó una reconciliación entre el viejo cine y el nuevo cine. Además, a veces se distingue entre la vanguardia "El joven cine alemán" de los años 60s y el aún más accesible "Nuevo cine alemán" de los años 1970. Para sus influencias de nuevas generaciones de cineastas, miraron hacia el neorrealismo Italiano, el francés Nouvelle Vague y el Británico New Wave pero combinados es ecléticamente con referencias de los bien establecidos géneros del cine de Hollywood. El nuevo cine alemán The New German Cinema tratado con problemas sociales contemporáneos en un sentido directo que había estado ausente en el cine de Alemania del oeste, hasta que, el pasado nazi, de with contemporary German social problems in a direct way that had been lacking in West German cinema until then; the Nazi past, la difícil situación de la Gastarbeiter ("trabajadores invirados"), y desarrollos sociales modernos, fueron todos sujetos del prominente nuevo cine alemán.
El nuevo movimiento que vio el cine alemán regresar a la crítica internacional por primera vez desde la república de Weimar. Películas como la de Kluge enAbschied von Gestern (1966), de Herzog en Aguirre, der Zorn Gottes (1972), Fassbinder en Fear Eats the Soul (1974) y The Marriage of Maria Braun (1979), y Wenders en Paris, Texas (1984) encontraron una aclamación internacional y una buena crítica. Seguido del trabajo de estos autores fue reconocida primero en los extranjeros y luego en Alemania. El trabajo de la post-guerra de Alemania llevaba a los novelistas Heinrich Böll y Günter Grass material para sus adaptaciones The Lost Honour of Katharina Blum (1975) (por Schlöndorff y Margarethe von Trotta) y The Tin Drum (1979) (por Schlöndorff sólo) respectivamente, el listón se volvería más tarde en la primera película alemana en ganar un Premio de la Academia por mejor película con un lenjusaje extranjero.El nuevo cine alemán también permitía que las mujeres fueran directoras para permitir en un primer plano el desarrollo de un cine feminista, aquí abarcaron directores como Margarethe von Trotta, Helma Sanders-Brahms, Helke Sander y Cristina Perincioli.
Las compañías productoras alemanas habían estado comúnmente involucradas en las costosas producciones francesas e italianas de Spaghetti Westerns a las adaptaciones de los cómics franceses.

### 1980-1989: producciones populares

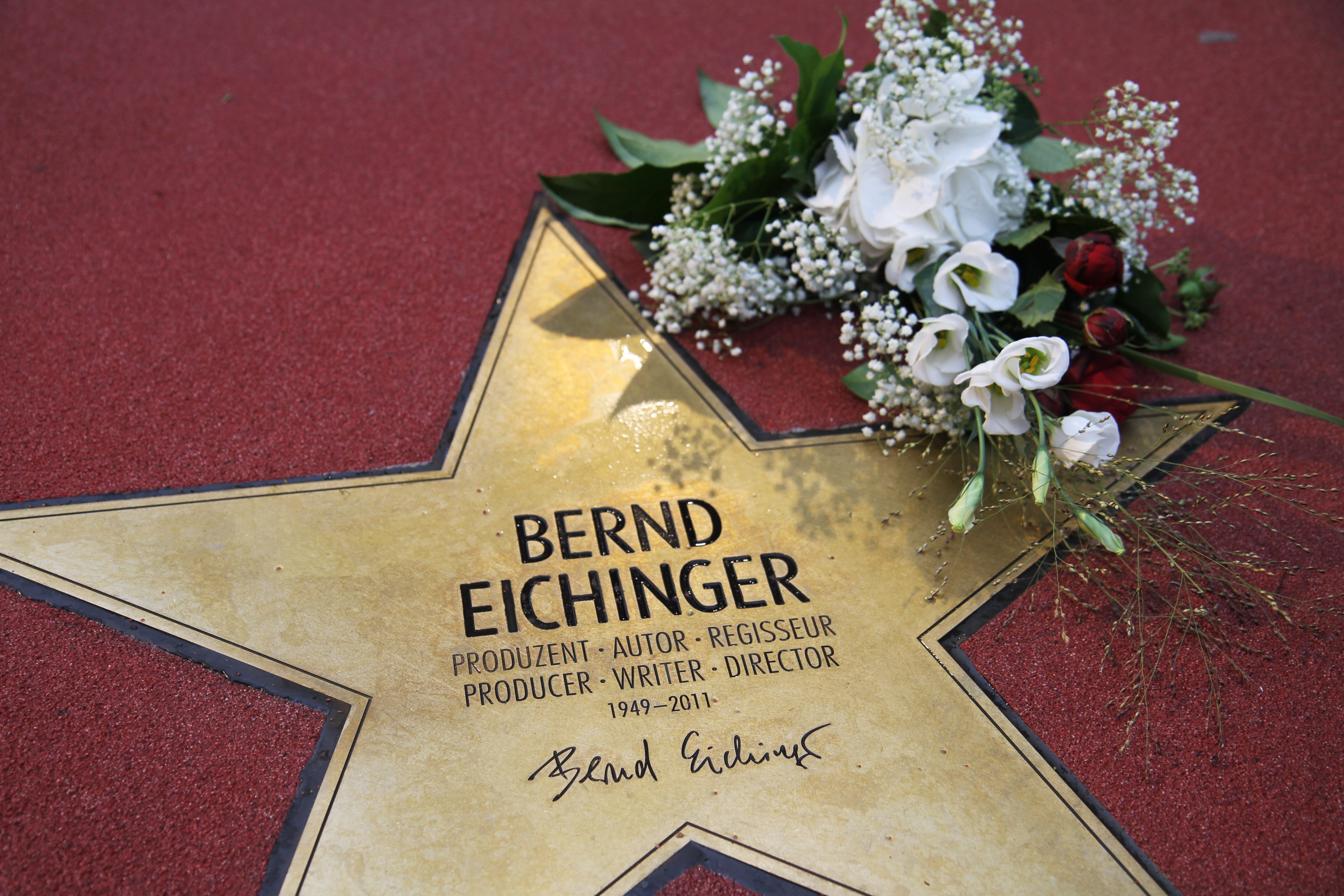
La "estrella" de Bernd Eichinger en el Boulevard de las Estrellas en Berlín

Habiendo alcanzado algunas metas, junto con ellos el establecimiento del Estado fundado para la industria cinematográfica y el reconocimiento internacional por las películas alemanas, el nuevo cine alemán había empezado a mostrar signos de fatiga para los años 80s, aunque muchos de sus ponentes continuaban disfrutando de su éxito individual.
Junto con el éxito comercial de las películas alemanas en 1980 fueron la película de Otto series empezaron en el año de 1985 protagonizado por el comediante Otto Waalkes, con la adaptación de Wolfgang Petersen basada en La historia sin fin (1984), y el internacionalmente famoso Das Boot (1981), que aún mantiene el mayor récord de nominaciones de Premios de la Academia por una película alemana (seis). Otro notable productor de cine que vino a prominencia en los años 80s incluyendo al productor Bernd Eichinger y a los directores Doris Dörrie, Uli Edel, y Loriot.
Lejos de lo usualmente manejado, el cine gore director Jörg Buttgereit vino a prominencia en la década 1980. El desarrollo del cine de arte (Programmkinos) desde los años 1970 y hacia adelante proveyeron un lugar para los trabajos menos comunes en los productores de cine.
Desde la mitad de 1980, la propagación de los reproductores de videocasete y la llegada de la televisión con canales privados tales como la RTL Television propiciaron nuevas competencias para la distribución de películas. La asistencia a las salas de cine, habían aumentado un poco en la década de 1970 después del mínimo histórico de 115.1 millones de visitas en 1976, cayó nuevamente desde la mitad de la década de 1980 hasta el final de la misma con una cifra de 101.6 millón de visitas en 1989. De cualquier forma, la disponibilidad de un catálogo de películas en video también permitió una relación diferente entre espectador y película individual, mientras que la cons canales privados de televisión trajeron dinero para la industria cinematográfica y promovió una plataforma que permitiría más adelante mover ese talento al mundo del cine.

## 1990-hoy: Alemania moderna

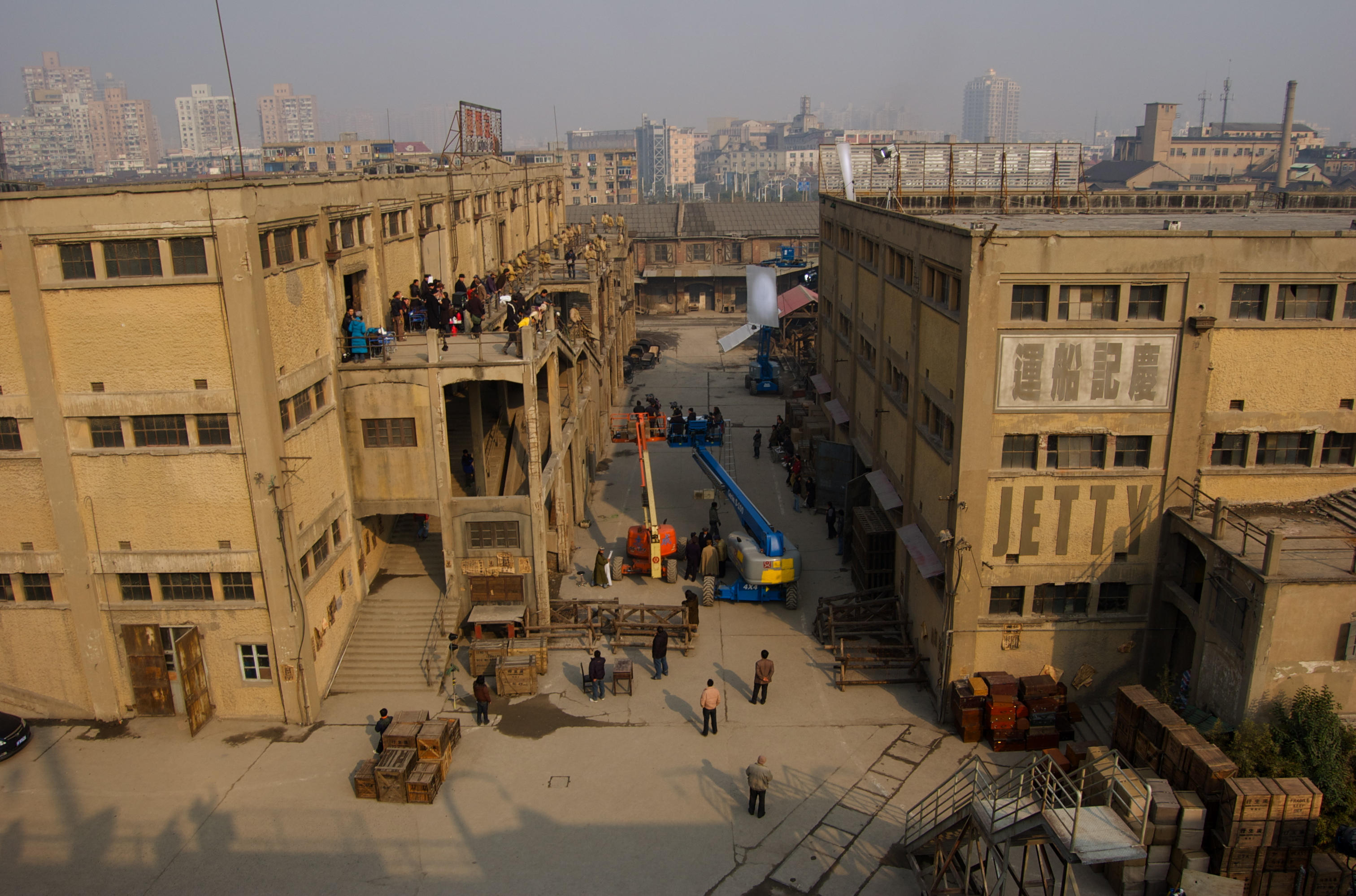
John Rabe (2009), dirigida por Florian Gallenberger, filmada en locación en el puerto de Shanghái

Los más grandes estudios de producción alemán existentes en la actualidad incluyen Babelsberg Studio, Bavaria Film, Constantin Film and UFA. Estrenos tales como Run Lola Run por Tom Tykwer, Good Bye, Lenin! por Wolfgang Becker, Head-On por Fatih Akin, Perfume por Tom Tykwer y The Lives of Others por Florian Henckel von Donnersmarck, puede decirse que han logrado recapturar una provocativa e innovadora naturaleza. Películas como The Baader Meinhof Complex producidas por Bernd Eichinger lograron un éxito popular.
Directores notables trabajando en Alemania incluyen normalmente a Sönke Wortmann, Caroline Link (ganador de una Premio de la Academia), Romuald Karmakar, Dani Levy, Hans-Christian Schmid, Andreas Dresen, Dennis Gansel y Uli Edel al igual que directores de comedia como Michael Herbig and Til Schweiger.
Internacionalmente, los cinematógrafos alemanes tales como Roland Emmerich o Wolfgang Petersen han construido exitosamente carreras como directores y productores. Hans Zimmer, un compositor de cine, se ha vuelto uno de los más aclamados productores de películas. Michael Ballhaus  se convirtió en un renombrado cinematógrafo. 
Alemania tiene una larga tradición de cooperación con la industria cinematográfica Europea, que empezó desde la década de 1960. Desde 1990 el número de proyectos internacionales financiados y co-producidos por cinematógrafos alemanes ha aumentado.
El nuevo milenio desde el 2000 ha visto un general resurgimiento de la industria fílmica alemana, con un mayor presupuesto para las películas y una buena ganancia para el correo alemán. Internacionalmente las producciones alemanas son desconocidas e poco exitosas. Desde la edad de oro en 1920 la industria cinematográfica alemana nunca había tenido una obtenido la excelencia en su técnica, la estrella que el sistema apelaba, o las narrativas populares que le gustaban a la audiencia mundial.

## Academia Cinematográfica Alemana
El Deutsche Filmakademie fue fundado en el 2003 en Berlín y tiene como propósito proveer a directores nativos un foro de discusión y una forma de promover la reputación del cine alemán a través de sus publicaciones, presentaciones, discusiones y una regular promoción del tema en las escuelas.

### Premios
Desde 2005, los ganadores de Deutscher Filmpreis, también conocidos como las Lolas son elegidos por miembros del Deutsche Filmakademie. Con un premio de tres millones de euros es el más dotado premio cultural alemán.
| Año  | Título en inglés     | Título original         | Director                         |
| ---- | -------------------- | ----------------------- | -------------------------------- |
| 2005 | Go for Zucker        | Alles auf Zucker!       | Dani Levy                        |
| 2006 | The Lives of Others  | Das Leben der Anderen   | Florian Henckel von Donnersmarck |
| 2007 | Four Minutes         | Vier Minuten            | Chris Kraus                      |
| 2008 | The Edge of Heaven   | Auf der anderen Seite   | Fatih Akın                       |
| 2009 | John Rabe            | John Rabe               | Florian Gallenberger             |
| 2010 | The White Ribbon     | Das weiße Band          | Michael Haneke                   |
| 2011 | Vincent Wants to Sea | Vincent will Meer       | Ralf Huettner                    |
| 2012 | Stopped on Track     | Halt auf freier Strecke | Andreas Dresen                   |
| 2013 | Oh Boy!              | Oh Boy                  | Jan-Ole Gerster                  |
| 2014 | Home from Home       | Die andere Heimat       | Edgar Reitz                      |
| 2015 | Victoria             | Victoria                | Sebastian Schipper               |

## Festivales

### Berlinale

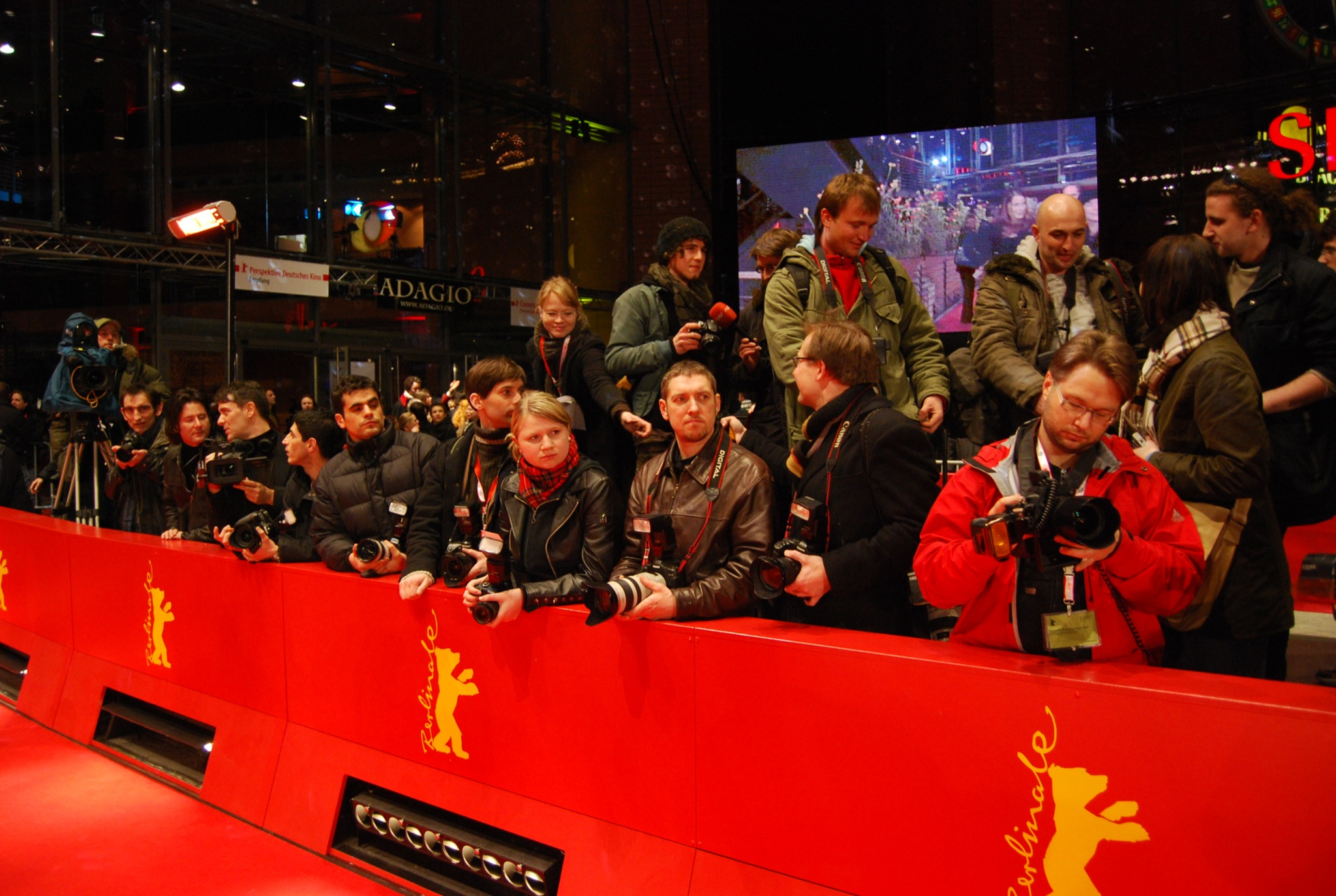
El Festival Internacional de Cine de Berlín, también conocido como Berlinale.

El Festival Internacional de Cine de Berlín, también llamado Berlinale, es uno de los principales festivales de cine y con una gran reputación en sus eventos con los medios de comunicación. Se lleva a cabo en Berlín, Alemania. Fue fundado en el Oeste de Berlín en 1951, el festival se ha celebrado anualmente desde febrero de 1978. Con 274,000 boletos vendidos y 487,000 admisiones es considerado el mayor festival de cine con público atendiéndolo a nivel mundial.  Cerca de 400 películas son mostradas en diferentes secciones, representando una colección comprensiva sobre la cinemática mundial. Cerca de veinte películas compiten para ser llamadas para los premios Golden and Silver Bears. Desde el 2001 el director del festival ha sido Dieter Kosslick.
El festival, el EFM y otros eventos satelitales son atendidos por cerca de 20,000 profesionales de 130 countries. Más de 4200 periodistas son responsables de la información expuesta en más de 110 países. Un alto perfil caracteriza los premios de estas películas, estrellas de cine celebridades son quienes están presentes en la alfombra roja.

## Fundación Federal de Cine Alemana
La principal promotor proporcionado por autoridades gubernamentales es la Fundación Federal de Cine Alemana (DFFF). La DFFF es una concesionaria dada por el comisionado federal para la cultura y los medios de comunicación alemanes. Para recibir la concesión un productor debe cumplir diferentes requisitos incluyendo una prueba de elegibilidad. La fundación ofrece 60 millones de euros al año a los productores y co-productores de películas y las concesionarias pueden aportar hasta un 20% sobre el presupuesto aprobado por los costos de la producción alemana. Por lo menos el 25% de los costos de una oelñicula deben ser producidos en Alemania, o sólo el 20% si es que la producción tiene un costo mayor a 20 millones de euros. La DFFF fue establecida en 2007 y ha apoyado proyectos de todos los géneros y categorías. 

## Educación cinematográfica

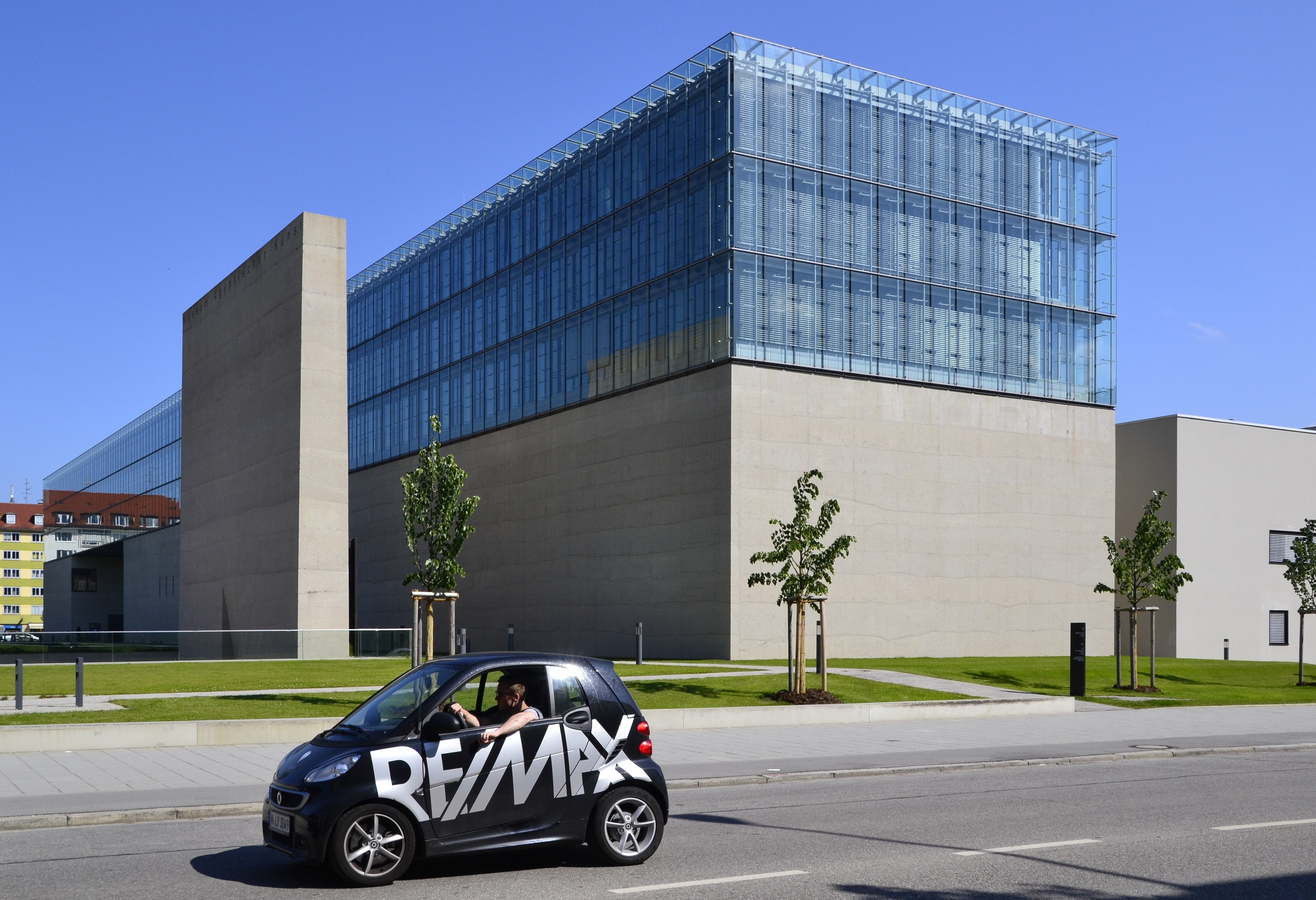
La Universidad de Televisión y Cine de Múnich

Varias instituciones, tanto gubernamentales como privadas, proporcionan educación formal sobre varios procesos de la creación de una película.
- Deutsche Film- und Fernsehakademie Berlin (dffb) Berlín
- Film Academy Baden-Württemberg, Ludwigsburg
- International Film School Cologne, Cologne
- University of Television and Film Munich, Munich
- Filmuniversität Babelsberg, Potsdam

## Personalidades

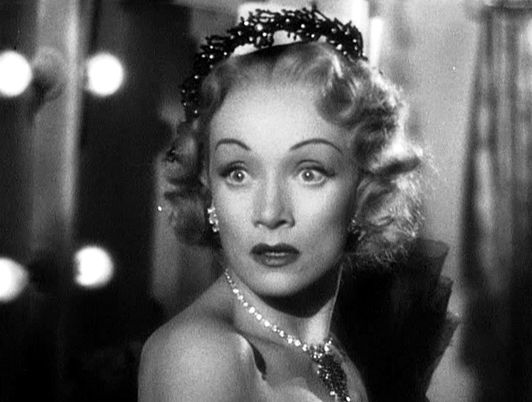
Marlene Dietrich
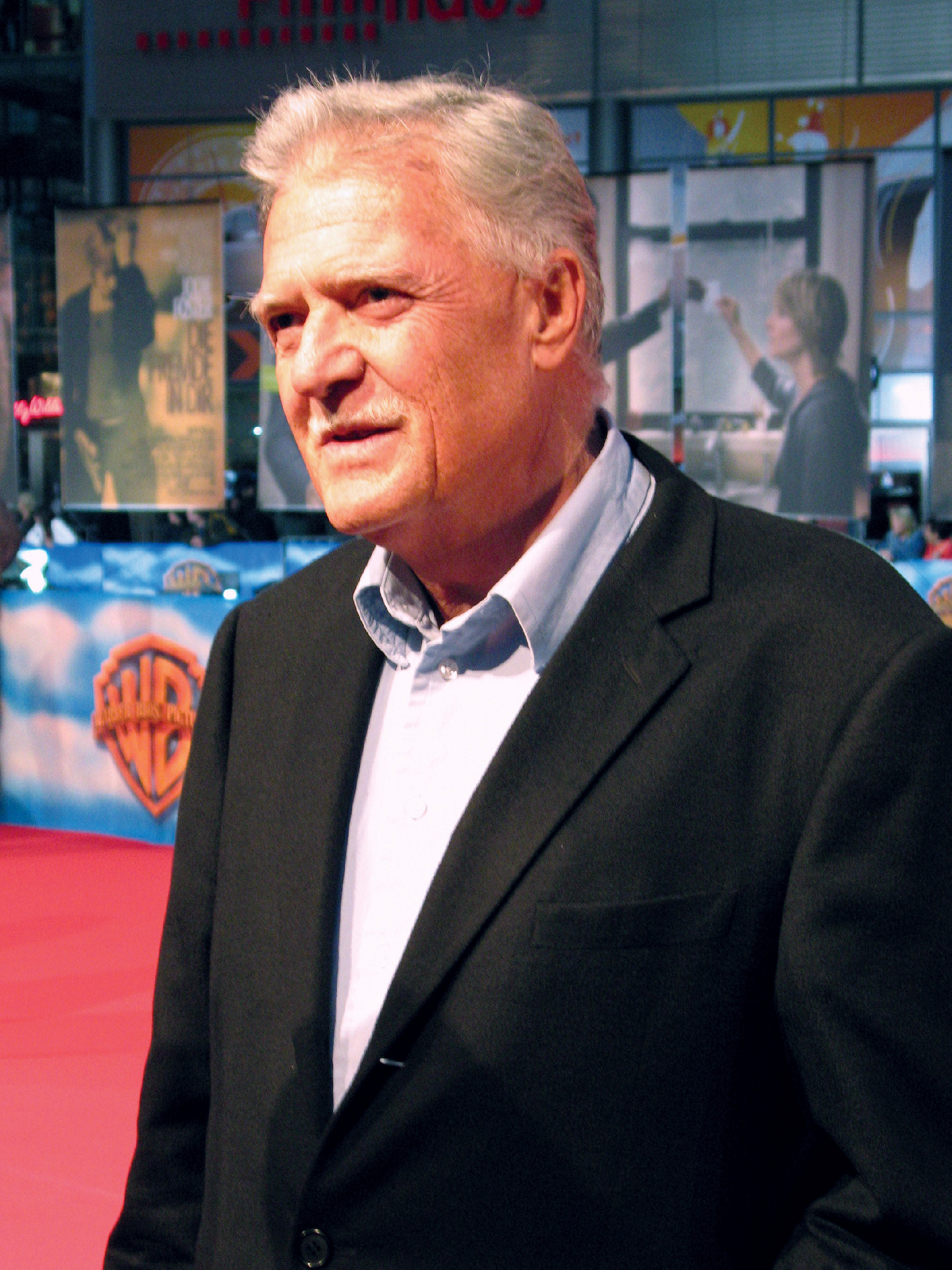
Michael Ballhaus
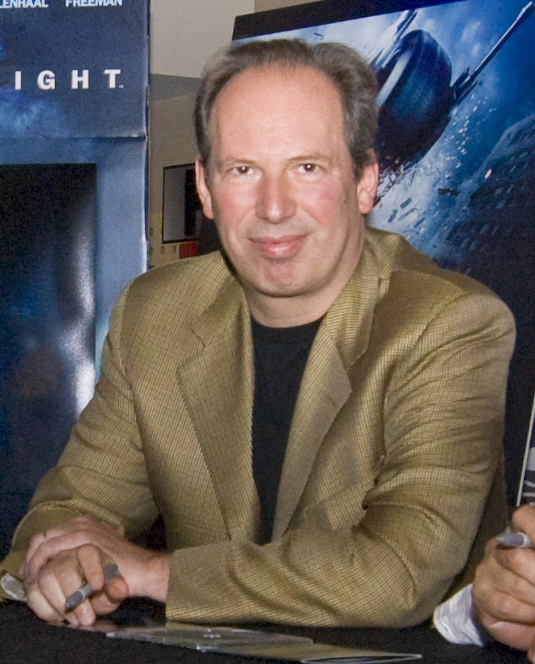
Hans Zimmer
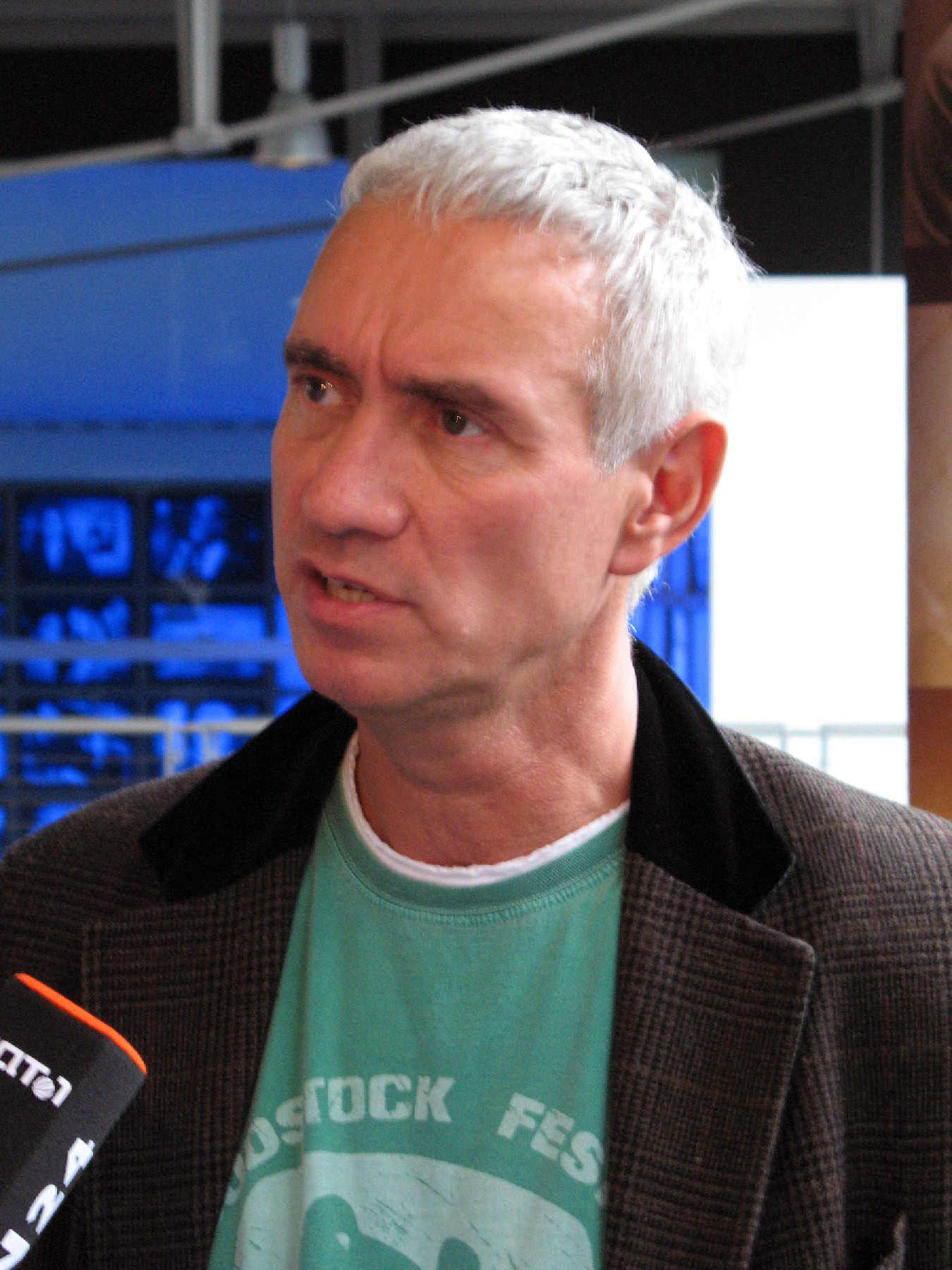
Roland Emmerich
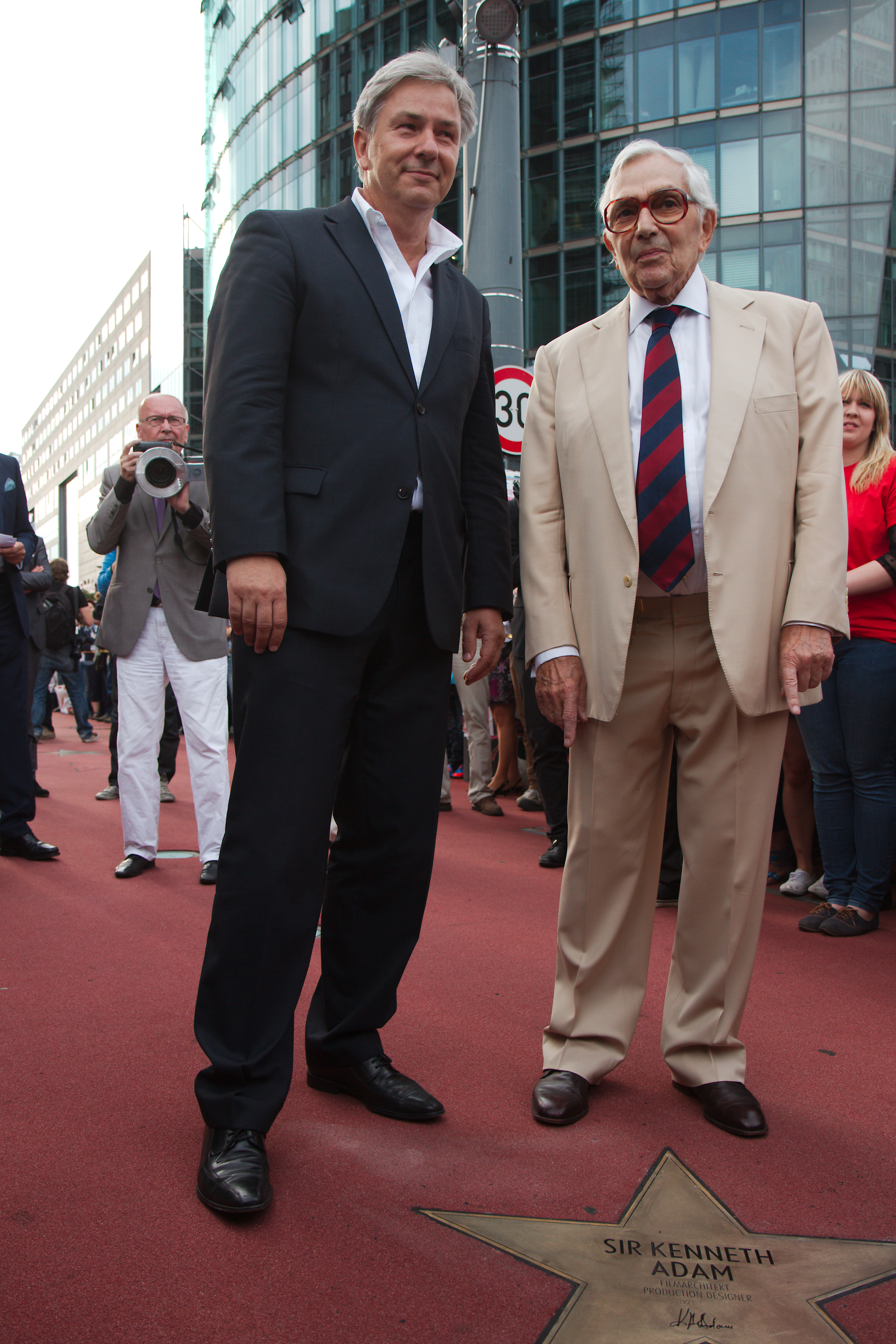
Ken Adam, right